# 鬚唇角魚
鬚唇角魚（学名：Epalzeorhynchos frenatus），俗名綠鑲唇鯊，為輻鰭魚綱鯉形目鯉科的其中一個種。

## 分布
本魚分布於泰國、柬埔寨、寮國的湄南河及湄公河流域。

## 特徵
本魚魚體修長，呈灰色，有帶黑邊的鱗片。一條黑色條紋從吻部延伸至眼睛中央。尾柄末端有一塊黑斑，叉形尾鰭呈紅色，口下位，有兩對觸鬚。雄魚較修長，臀鰭有黑條紋。體長可達15公分。

## 生態
本魚棲息在溪流與河川的中層水域與深底部具堅硬底質的水域。署草食性，以藻類、浮游植物為食，具侵略性。

## 經濟利用
為觀賞性魚類，飼養時以寬約120公分的水族箱較適宜。